# Werner Burkart
Werner Burkart (* 1. Mai 1948 in Freiburg im Breisgau) ist ein ehemaliger deutscher Diplomat, der zuletzt von 2010 bis 2013 Botschafter in Slowenien war.

## Lebenslauf
Nach dem Abitur leistete Burkart von 1967 bis 1968 seinen Wehrdienst in der Bundeswehr und absolvierte anschließend zwischen 1968 und 1975 ein Studium der Rechtswissenschaften an der Albert-Ludwigs-Universität Freiburg und legte zunächst 1975 das Erste und dann 1977 das Zweite Staatsexamen ab. Nach einem anschließenden einjährigen Studium an der École nationale d’administration (ENA) in Paris war er zwischen 1978 und 1979 bei BMW in München tätig.
1979 trat er in den Auswärtigen Dienst ein und war nach dem Abschluss der Attachéausbildung 1981 im Auswärtigen Amt und danach von 1984 bis 1987 an der Botschaft in der Türkei tätig. Nach einer weiteren Verwendung an der Botschaft in Frankreich, war er von 1989 bis 1994 an der Ständigen Vertretung bei der NATO in Brüssel tätig und danach bis 1997 im Auswärtigen Amt. Daraufhin folgte eine Tätigkeit in der Ständigen Vertretung bei der Westeuropäischen Union (WEU) in Brüssel, ehe er von 1999 bis 2002 Botschafter in Nordmazedonien war.
Im Anschluss folgte zunächst eine Verwendung als Referatsleiter im Auswärtigen Amt sowie danach von 2004 bis 2006 als Beauftragter für Migrations-, Asyl- und Visafragen des Auswärtigen Amtes. In dieser Funktion war er auch mit der Terrorismus-Abwehr befasst. Nachdem er einen Kurs am NATO Defence College in Rom absolviert hatte, war er Ständiger Vertreter bei der Organisation für das Verbot chemischer Waffen (OPCW) in Den Haag.
Am 17. September 2010 wurde Werner Burkart Botschafter in Slowenien. Er bekleidete diesen Botschafterposten bis zu seinem Eintritt in den Ruhestand 2013 und wurde danach durch Anna Elisabeth Prinz abgelöst.